# Grupo Suramérica
Grupo Suramérica es un conjunto vocal y musical colombiano. La agrupación nació en la ciudad de Medellín, Antioquia, en agosto de 1976, en la cafetería de la Universidad de Antioquia, conformada por estudiantes de dicha universidad y de otras como la Universidad Pontificia Bolivariana y la Universidad Nacional de Colombia

## Historia
El Grupo Suramérica nació en la Universidad de Antioquia en agosto de 1976 con la firme convicción que a través de la música se podrían construir lazos fuertes de convivencia y reflexión para el confuso momento político y social que vivía Colombia en ese entonces. 
Hoy, muchas generaciones han sido testigos del nacimiento y crecimiento del Grupo Suramérica. Muchos jóvenes ven hoy en la agrupación un momento de reflexión, un alivio, una actitud y un buen ejemplo. Estos 10 colombianos de bien han llevado su mensaje transformador de barrio en barrio, de pueblo en pueblo por todas las calles. Hoy, después de más de 40 años siguen siendo embajadores del buen proceder y de la reconstrucción social de un país que había perdido su propia credibilidad y que hoy quiere levantarse sólidamente sobre valores de paz y regeneración.(Tomado de la página oficial del grupo)
Actualmente, el grupo cuenta con representación en sus integrantes de casi 3 generaciones, y adicionalmente a la interpretación de los temas de los máximos exponentes de la nueva trova y la nueva canción como Silvio Rodríguez, Pablo Milanés, Victor Heredia, León Gieco, Carlos Varela, Teresa Parodi, Eladia Blázquez entre otros. el grupo también cuenta con composiciones propias, de la inspiración de Carlos Mario Londoño y de Juan Guillermo Berdugo, así como de otros cantautores colombianos como John Harold Dávila e Iván Benavides

## Producción Discográfica

### Año 2000 al presente
- Los Buenos Amores (2024) - Disco con composiciones propias y nuevas fusiones.
- Gratitud Siempre. DVD y CD en vivo (2018)
- Grupo Suramérica con la orquesta sinfónica Eafit (EN VIVO) / Suramérica 40 aniversario (2016)
- Nuestra Historia III - Recopilación conmemorativa 35 años (2011).
- Grupo Suramérica en Vivo: Por Siempre. DVD del concierto conmemorativo de los 30 años (2008)
- Por Siempre (2006)
- Nuestra Historia II - Disco recopilatorio (2002)
- Grupo Suramérica con León Gieco y Víctor Heredia ¡En Concierto! (2002)
- Alegrías en el Alma - Con la participación de Víctor Heredia y Carlos Varela (2001)

### Año 1990 al 2000
- Suramérica Inmenso - Con la coral de la UPB, el coro de cámara de la Universidad de Medellín, el Ballet Folclórico de Antioquia y la Orquesta Filarmónica de Medellín (1999)
- Nuestra Historia - Disco Recopílatorio (1998)
- Concierto para todos: Grupo Suramérica en Vivo con la Orquesta Filarmónica de Medellín (1998)
- En Voz Alta (1997)
- De mis mejores días (1996)
- Los Éxitos Inevitables del Grupo Suramérica (1993)

### Año 1976 a 1990
- Como duele mi ciudad (19XX)
- Entre ustedes y nosotros ( 1991 )
- Esperando Vida (1989 )
- Sol Solidario ( 1987 )
- Todo Cambia (1985 )
- Grupo Suramérica en Concierto (1983 )
- Grupo Suramérica Volumen 3 (1981 )
- Barro, viento y madera (19XX)
- Impresiones del Sur - Disco Larga Duración (1978)

## Integrantes
El grupo está conformado en la actualidad por:
- Carlos Mario Londoño: Dirección general, percusión andina, voz.
- Ricardo Hinestroza: Dirección musical, teclados, voz.
- Álvaro Sánchez: Guitarra acústica y guitarra eléctrica.
- Juan Carlos Velásquez: Vientos (Quena, zampoña, flautas), charango.
- Ferney Guerra : Teclados, voz.
- Jorge Vargas: Percusión étnica y latina.
- Luis Miguel Peláez: Batería.
- Jerónimo Martínez: Trompeta, bombardino, guitarra, tiple, voz.
- Juan José González; Voz
- Juan Guillermo Berdugo: Bajo eléctrico, voz.

Vale mencionar que Carlos Mario Londoño y Fernando Toro son miembros fundadores de la agrupación, estando vinculados con ésta desde el año 1976.
Otros integrantes del grupo en diversos momentos de su historia
- Luis Germán Giraldo (In Memoriam)
- Juan José Giraldo
- Álvaro Alonso Naranjo
- Guillermo Hernández
- Humberto Meza
- Luis Bernardo Mondragón
- Danilo Cartagena
- Jairo Correa
- John Harold Dávila
- Gabriel Jaime Cardona
- Rubén Calle
- Alfonso Posada
- Daniel Escobar
- Alejandro Vásquez
- Juan José Valencia
- Alejandro Carvajal
- Fabian Ramírez
- Camilo Vélez
- Pablo Gómez
- John Alexander Cano
- Julián Camilo Vanegas
- Luis Miguel Peláez
- Jesús David Garces
- Joseph García
- Fernando Toro: Cuerdas (charango, tiple, violín, cuatro, guitarra acústica), vientos (quena, zampoña), voz.

## Aniversario N.º 40
Para esta ocasión, la celebración de los 40 años de cantar y contar historias, se realizó en el Teatro de la Universidad de Medellín, donde durante 2 noches (5 y 6 de agosto) los asistentes vibraron renovando las canciones que por años han marcado la historia del grupo. Con increíbles arreglos, en sincronía con el diseño y la producción del evento, canciones como "La fiesta de San Benito", "El breve espacio", "La balanza y yo" y "Vivo aún vivo" entre otras, fueron bálsamo para el alma de quienes disfrutaron la grabación EN VIVO de este concierto en compañía de grandes entidades que se encargaron de esta producción.

## Aniversario número 35
En agosto del año 2011 el grupo celebró sus primeros 35 años de existencia con un concierto en el Teatro Metropolitano de Medellín, con la participación especial de Carlos Varela, Teresa Parodi, la Orquesta Sinfónica Juvenil Amadeus y el Ballet Folclórico de Antioquia. También estuvieron como músicos invitados Juan José Valencia en los vientos y Juan Guillermo González en la voz, miembros anteriores del grupo.

## Aniversario número 30
Para la celebración de los 30 años de vida artística del grupo, se realizó un concierto en el parque de los deseos de la ciudad de Medellín. Dicho concierto que tuvo una asistencia multitudinaria, contó con músicos invitados como Carlos Varela de Cuba, Alejando Filio de México y Alejo García de Colombia, quienes interpretaron temas propios, acompañaron a Suramérica cantando algunos de sus temas, y finalmente se unieron a las voces pregrabadas de Víctor Heredia, Leon Gieco, Quinteto Tiempo, Inti Illimani y César Isella en una interpretación magistral de Canción Con Todos.